# Фольгер, Йонас
Йонас Фольгер (нем. Jonas Folger; род. 13 августа 1993, Мюльдорф, Германия) — немецкий мотогонщик, участник чемпионата мира в шоссейно-кольцевых мотогонок MotoGP, победитель нескольких Гран-При. В сезоне 2016 выступает в классе Moto2 за команду «Dynavolt Intact GP» под номером 94.

## Биография
Йонас впервые сел за руль мотоцикла в трехлетнем возрасте. Его первым байком стал мотокроссовый Malaguti 50cc, и в последующие годы он самостоятельно дорабатывал перегонов навыки на территории вокруг семейного дома.
В шестилетнем возрасте Фольгер пересел со своего Malaguti на KTM, также класса 50cc, на котором принял участие в первых гонках. После двух лет выступлений в соревнованиях местного уровня, родители Йонаса получили приглашение от ADAC Südbayern приглашение для участия в соревнованиях по поиску молодых талантов, которые должны были состояться недалеко от Мюнхена и на них должны быть отобраны 4 спортсмена для участия в немецком чемпионате минибайков.
Йонас был избран, и в возрасте девяти лет он соревновался с лучшими молодыми гонщиками в Германии более десяти раундах в категории 50cc. Он выиграл все гонки, что сделало его чемпионом страны и позволило со следующего года одновременно выступать также в серии 65cc. В 2004—2005 годах ему не было равных в чемпионатах Германии по минибайку в классах 50cc и 65cc.
Первые международные соревнования
Успехи Фольгера не остались незамеченными и его соотечественник Ади Штадлер (бывший гонщик и сотрудник HRC) обратился с призывом к известного искателя талантов Альберто Пуча. Вскоре после этого Йонас пригласили в Валенсию для тестирования мотоцикла Honda класса 125cc, и всего лишь за один день он подписал с Пучем контракт для участия в открытом чемпионате Испании, который на тот момент был сильнейшими соревнованиями для молодых гонщиков, а успешные выступления в нём давали гонщикам возможность выступать в чемпионате мира MotoGP.
В 2006-м, в 12-летнем возрасте он дебютировал в соревнованиях, несколько раз финишировав на подиуме, заняв в общем зачете 3-е место. В 2007 году он по итогам сезона стал лишь 15-м, однако уже в следующем сезоне Фольгер начал серьёзную подготовку к участию в MotoGP.
В чемпионате мира по шоссейно-кольцевым мотогонкам MotoGP Йонас дебютировал в сезоне 2008, приняв участие в гонке класса 125cc Гран-При Чешской Республики. Уже на следующем Гран-При, в Сан Марино, немец финишировал 15-м, получив первое очко в чемпионате мира. Всего в сезоне Фольгер провел 6 гонок.
В сезоне 2009 он выступал в соревнованиях на полноценной основе с командой «Ongetta Team I. S. P. A.». В своем распоряжении он имел достаточно боеспособный мотоцикл Aprilia RSW 125, который позволил ему закончить сезон на высоком двенадцатом месте. Наивысшим результатом немца стало 2-е место на Гран-При Франции, а по итогам сезона он стал лучшим новичком года (англ. Rookie Of The Year).
На сезон 2010 Йонас остался с командой, правда в этот раз он получил в свое распоряжение мотоцикл Aprilia RSA 125. Нестабильность байка не позволила Фольгеру повторить прошлогодние успехи, поэтому на следующий сезон он перешел в команду «Red Bull Ajo Motorsport».
Дебют сезона 2011 оказался удачным для немца: в каждой из первых шести гонок он финишировал не ниже 6-го места, в том числе трижды поднимался на подиум, одержав первую победу в карьере (Гран-При Великобритании). Из-за проблем со здоровьем результаты остальных гонок сезона были хуже, однако в общем зачете он сумел занять 6-е место.
С сезона 2012 класс 125cc был заменен на Moto3. Вместе с изменением правил в категории появилось много новых команд, в частности «MZ Racing», которая и пригласила Фольгера к себе. Однако, через финансовые проблемы ещё до начала сезона контракт был расторгнут и Йонас в экстренном порядке присоединился к «IodaRacing Project». С командой он провел 7 гонок, в которых лишь 1 раз финишировал в очковой зоне, после чего перешел в команду Хорхе Мартинеса «Mapfre Aspar Team Moto3». В ней он смог сполна реализовать свои возможности и уже в дебютной гонке за команду финишировал на подиуме, заняв 3-е место, а в следующей, в Чехии, смог одержать победу. Всего в половине из проведенных за команду 8 гонок он финишировал в призовой тройке, что позволило закончить сезон на 9-м месте.
В сезоне 2013 успешное сотрудничество Йонаса и «Mapfre Aspar Team Moto3» продолжилась. Хоть немец и не одерживал побед, но 4 раза смог подняться на подиум, одержал 2 поули и 1 раз проехал быстрейший круг. В общем зачете он закончил сезон на 5-м месте, которое стало его высшим достижением в карьере.
Сразу после окончания сезона 2012 Фольгер присоединился к команде «Argiñano & Ginés Racing» для выступлений с ней в классе Moto2 со следующего сезона. Чтобы быть ближе к команде он переехал в Каталонию, в область Жирона. В дебютном сезоне в новом для себя классе немец смог дважды подняться на подиум. Из-за нестабильности результатов он финишировал лишь на 15-м месте в общем зачете. Успешные выступления Фольгера привлекли внимание других команд, в частности он получил предложение от команды класса MotoGP «Tech 3», однако отказался от неё и продолжил свое сотрудничество с командой на следующий год.
Начало сезона 2015 оказался для Йонаса удачным: уже в дебютной гонке в Катаре он сумел опередить всех конкурентов и одержать первую для себя победу в «среднем» классе. Однако последующие результаты оказались для Фольгера разными: от 16-го места в Америке до второй победы в сезоне в Испании, за что он занял лишь шестое место в общем зачете.
На следующий сезон Йонас присоединился к немецкой команде «Dynavolt Intact GP», где его партнером стал чемпион мира 2012 года в классе Moto3 Сандро Кортезе.